# Адецердиты

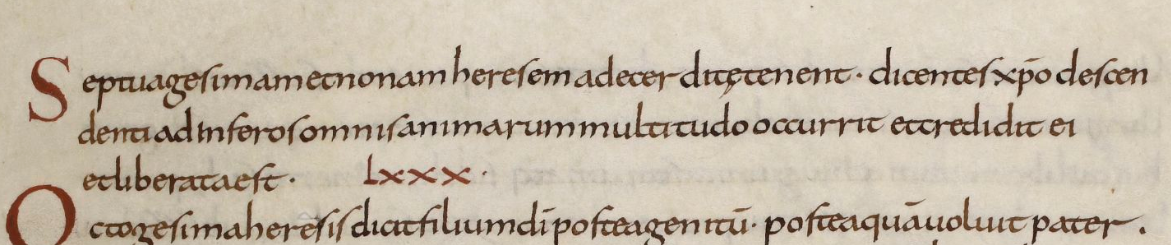
«Praedestinatus». Глава LXXIX. Адецердиты. Рукопись IX века. Национальная библиотека Франции

Адецерди́ты (лат. adecerditæ от др.-греч. ἄδεια — «свобода, освобождение от наказания, ненаказуемость») — еретики конца IV — начала V века, описанные Филастрием в книге «Liber de Haeresibus» и Августином в книге «De Haeresibus ad Quodvultdeum Liber Unus»; у первого автора это 125 ересь, у второго автора  это 79 ересь. У Филастрия и Августина эти еретики без названия; название этой ереси, употреблено безымянным автором трактата «Предестинат» (лат. «Praedestinatus»). Адецердиты создали учение, согласно которому во время сошествия в ад Иисус Христос освободил все человеческие души; вывел из него не только души ветхозаветных праведников, но и души всех злодеев. О численности адецердитов Филастрий, Августин и автор «Предестината» ничего не сообщают.